# Координаты Леметра
Координа́ты Леме́тра — координаты в пространстве-времени Шварцшильда, впервые полученные Жоржем Леметром в 1933 году при помощи преобразования координат. В этих координатах была впервые устранена координатная сингулярность на гравитационном радиусе.

## Метрика Леметра
Метрика Шварцшильда в системе {\displaystyle c=G=1} дана выражением:
{\displaystyle ds^{2}=\left(1-{\frac {r_{g}}{r}}\right)\,dt^{2}-{\frac {dr^{2}}{1-{\dfrac {r_{g}}{r}}}}-r^{2}(d\theta ^{2}+\sin ^{2}\theta \,d\varphi ^{2}),}
где {\displaystyle ds^{2}} — интервал;
- {\displaystyle r_{g}=2M} — гравитационный радиус;
- {\displaystyle M} — масса центрального тела;
- {\displaystyle t,\;r,\;\theta ,\;\varphi } — координаты Шварцшильда, асимптотически превращающиеся в плоские сферические координаты;
- {\displaystyle c} — скорость света;
- {\displaystyle G} — гравитационная постоянная.

В метрике Шварцшильда присутствует сингулярность на гравитационном радиусе при {\displaystyle r=r_{g}}.
Жорж Леметр первым указал, что эта сингулярность не является физической, а является следствием того, что стационарные координаты Шварцшильда невозможно реализовать с помощью физических тел под гравитационным радиусом. Действительно, под гравитационным радиусом все тела, включая лучи света, падают по направлению к центру и никакими силами невозможно удержать физическое тело на постоянном радиусе.
Преобразование от координат Шварцшильда {\displaystyle \{t,\;r\}} к новым координатам Леметра {\displaystyle \{\tau ,\;\rho \}}:
{\displaystyle {\begin{cases}d\tau =dt+{\sqrt {\dfrac {r_{g}}{r}}}{\dfrac {1}{1-{\dfrac {r_{g}}{r}}}}\,dr;\\d\rho =dt+{\sqrt {\dfrac {r}{r_{g}}}}{\dfrac {1}{1-{\dfrac {r_{g}}{r}}}}\,dr\end{cases}}}
приводит к метрике Леметра:
{\displaystyle ds^{2}=d\tau ^{2}-{\frac {r_{g}}{r}}\,d\rho ^{2}-r^{2}(d\theta ^{2}+\sin ^{2}\theta \,d\varphi ^{2}),}
где
{\displaystyle r=\left[{\frac {3}{2}}(\rho -\tau )\right]^{2/3}r_{g}^{1/3}.}
В координатах Леметра сингулярность на гравитационном радиусе, где {\displaystyle {\frac {3}{2}}(\rho -\tau )=r_{g}}, отсутствует. Истинная же сингулярность в центре, {\displaystyle \rho -\tau =0}, сохраняется.
Метрика Леметра является синхронной — тела, неподвижные в координатах Леметра, находятся в состоянии свободного падения в гравитационном поле центрального тела. Вертикально падающие тела достигают гравитационного радиуса и центра за конечное собственное время.
Вдоль траектории луча света
{\displaystyle dr=\left(\pm 1-{\sqrt {\frac {r_{g}}{r}}}\right)\,d\tau ,}
поэтому никакой сигнал не может выйти за пределы гравитационного радиуса, где всегда {\displaystyle dr<0}, и лучи света, испущенные вертикально вверх и вниз, оба оказываются в центре.